# Parapylus bicinctus
Parapylus bicinctus là một loài bọ cánh cứng trong họ Cleridae. Loài này được Newman miêu tả khoa học năm 1842.